# 메기 (영화)
《메기》는 2019년에 개봉한 대한민국의 독립 영화이다. 국가인권위원회가 2002년부터 제작해온 '인권영화 프로젝트'의 열네 번째 작품으로 이옥섭 감독의 장편 데뷔 작품이다. 이주영, 구교환, 문소리가 출연했고, 천우희가 내레이터 '메기'의 목소리를 연기했다. 홍보 문구는 '미스터리 펑키 코미디'이다.

## 줄거리
서울의 마리아사랑병원에서 모 간호사가 엑스레이실에서 환자와 성관계를 하다가, 누군가에게 그 광경을 엑스레이 사진으로 찍혀 버린다. 그 사진은 다음날 병원 모두에게 알려진다. 간호사 윤영은 그것이 자신과 남자친구 성원의 사진이라고 생각하고 사직을 결심한다. 그러나 부원장 이경진의 만류로 사표는 반려된다.
그런데 다음날 윤영이 출근을 해보니 윤영과 경진 말고 아무도 출근하지 않았다. 경진은 병원 모두가 그 엑스레이 사진을 자기 것이라고 생각한다는 의심을 하고, 윤영은 사람들을 믿어 보자고 경진을 설득한다. 두 사람은 몸이 아프다고 둘러댄 의사의 집을 찾아가 보는데, 놀랍게도 의사는 정말로 아파서 쓰러져 있었다. 두 사람의 도움으로 의사는 목숨을 건진다.
도심 곳곳에 싱크홀이 생기기 시작하고 그 덕분에 직업이 없던 성원에게 싱크홀 처리반 일자리가 생긴다. 새벽녘에 출근하며 일하던 성원은 그만 윤영과의 백금 커플반지를 잃어 버린다. 동료들과 열심히 찾아 보지만 반지는 발견되지 않았는다. 그런데 다음날, 성원은 샤워를 하고 나온 동료 강섭의 발가락에 끼워져 있는 백금 반지를 발견한다. 그 후 강섭은 12만 원이 든 지갑을 도둑맞고, 성원은 12만 원을 줄 테니 발가락에 낀 반지와 교환하자고 제안한다. 강섭은 마지못해 거래에 응한다. 하지만 반지는 잃어버린 커플 반지가 아니었다.
윤영에게 느닷없이 성원의 전 여자친구라는 지연씨가 찾아온다. 지연씨는 성원이 자신에게 데이트 폭력을 행한 바가 있고 그에게서 힘들게 빠져나왔다고 한다. 이 때문에 윤영의 마음 속에 성원을 향한 의심이 자리 잡게 된다. 그 무렵 재개발 때문에 두 사람은 새 집을 구해야 하게 된다. 성원으로부터 집을 구했다는 연락을 받고 빠르게 자전거를 타고 움직이던 윤영은 성원이 알려준 길대로 갔다가 높은 계단에서 굴러 떨어질 뻔한다. 이로 인해 그간의 의심이 폭발한 윤영은 성원과 크게 다투게 된다. 급기야 성원은 집에서 쫓겨난다.
고민하는 윤영에게 경진은 '성원에게 직접 물어보라'고 조언해준다. 윤영은 성원의 본가를 찾아가서 그와 재회한다. 자신에게 다가오는 성원을 막아 세운 뒤 윤영은 '여자 때린 적 있냐'고 묻는다. 성원은 '전 여친을 때렸다'고 대답하고, 그 순간 그의 발 밑에 싱크홀이 생겨 빠져 버린다. 성원이 윤영의 이름을 부르고 윤영은 그 구덩이를 내려다 본다.

## 캐스팅
- 이주영 : 여윤영 역
- 문소리 : 이경진 역
- 구교환 : 이성원 역
- 천우희 : 메기 역
- 박경혜 : 방사선사 역
- 윤정재 : 드러머 역
- 박종환 : 각그랜져 역
- 권해효 : 메기 아빠 역
- 김꽃비 : 책벌레 역
- 오희준 : 미이라 역
- 임수형 : 간병사 역
- 동방우 : 계남 역
- 박강섭 : 박강섭 역
- 던밀스 : 황동현 역
- 박길수 : 세탁소 주인 역
- 김민서 : 유년의 부원장 역
- 안원진 : 시소 아이 역
- 김영관 : 옥상 남자 역
- 이성례 : 열쇠공 역
- 정향춘 : 열쇠공 (목소리) 역
- 강원 : 김진성 의사 역
- 이옥섭 : 쓰레기 투척 운전자 / CF스텝 / 싱크홀 안내 콜센터 (목소리) 역
- 심달기 : 병원 환자/재개발 반대 시위 김병수 싱크홀 인부 역
- 이천희 : 싱크홀 인부 / 함박집 역
- 임동민 : 싱크홀 인부 / 함박집 역
- 이주영 : 성원의 전 여친 지연씨 역
- 홍석종 : 고딩 1 역
- 이하은 : 고딩 2 역
- 이찬희 : 고딩 3 역
- 이희웅 : 고릴라 / CF감독 역
- 유지영 : CF조연출 역
- 장성준 : 재개발 반대 시위 역

이옥섭 감독은 문소리 배우를 캐스팅한 이유로 이경진 캐릭터에게 '비록 병원에서 부조리한 일을 하지만 사랑스러운 면도 갖길 원했다'고 말했다. 이주영 배우는 영화 《꿈의 제인》에서 이민지 배우와의 대화 장면의 연기를 보고 캐스팅했다.

## 수상 내역
| 연도 | 상                    | 부문                    |
| ---- | --------------------- | ----------------------- |
| 2018 | 제23회 부산국제영화제 | 시민평론가상(이옥섭)    |
| 2018 | 제23회 부산국제영화제 | CGV아트하우스상(이옥섭) |
| 2018 | 제23회 부산국제영화제 | KBS독립영화상(이옥섭)   |
| 2018 | 제23회 부산국제영화제 | 올해의 배우상(이주영)   |
| 2018 | 제44회 서울독립영화제 | 관객상(장편)(이옥섭)    |

## 같이 보기
- 2019년 대한민국의 영화 목록